# Stefan (biskup kujawski)
Stefan (zm. między 1198 a 1206/7?) – kanclerz księcia Kazimierza Sprawiedliwego, biskup kujawski.

## Życiorys
Narodowość Stefana jest nieznana. Jan Długosz raz uważa go za Polaka, innym razem za Niemca, natomiast źródła współczesne nie dają żadnych wskazówek pozwalających to ustalić.
Początkowo miał być prepozytem kapituły katedralnej włocławskiej. Podczas zjazdu w Jędrzejowie z udziałem książąt i możnych wystąpił jako kanclerz księcia Kazimierza Sprawiedliwego. Zjazd ten datuje się na koniec 1167 lub początek 1168. W Jędrzejowie wystąpił jako kanclerz wiślicki, po objęciu przez Kazimierza Sprawiedliwego w 1173 ziemi sandomierskiej został kanclerzem tej dzielnicy, a od 1177 pełnił obowiązki kanclerza krakowskiego tegoż księcia. Nie wiadomo jak długo działał na tym urzędzie, w 1189 źródła wspominają jego następcę w osobie kanclerza Mrokoty. Przed tym wydarzeniem Stefan objął nowy urząd.
Jako biskup kujawski poświadczony jest po raz pierwszy w dokumencie Kazimierza Sprawiedliwego z 1187. Prawdopodobnie został biskupem z poparcia tegoż księcia po śmierci biskupa Onolda (zm. po 1180).
W 1187 brał udział w rozstrzyganiu sporu o kaplicę w Płocku, w 1191 uczestniczył w poświęceniu kolegiaty w Sandomierzu. Wsparł klasztor norbertanek w Strzelnie dziesięcinami, nadał zakonnicom młyn w Kwieciszewie w zamian za wieś Otłoczyn. Cystersom z Oliwy nadał prawo wolnego pochówku. Przed 1198 konsekrował kościół św. Trójcy w Lubiszewie i nadał dziesięciny z dwóch wsi. W 1198 konsekrował kościół w Świeciu oraz miał jakiś udział w donacji na rzecz joannitów w Starogaradzie Gdańskim.
Jan Długosz i tradycja katedralna podają błędną datę śmierci biskupa na 1197 i katedrę włocławska jako miejsce pochówku. Zmarł na pewno po 11 listopada 1198 (data konsekracji w Świeciu), a przed 1206/7, gdy udokumentowany jest już jego następca Ogierz.